# Kettenaufhängung

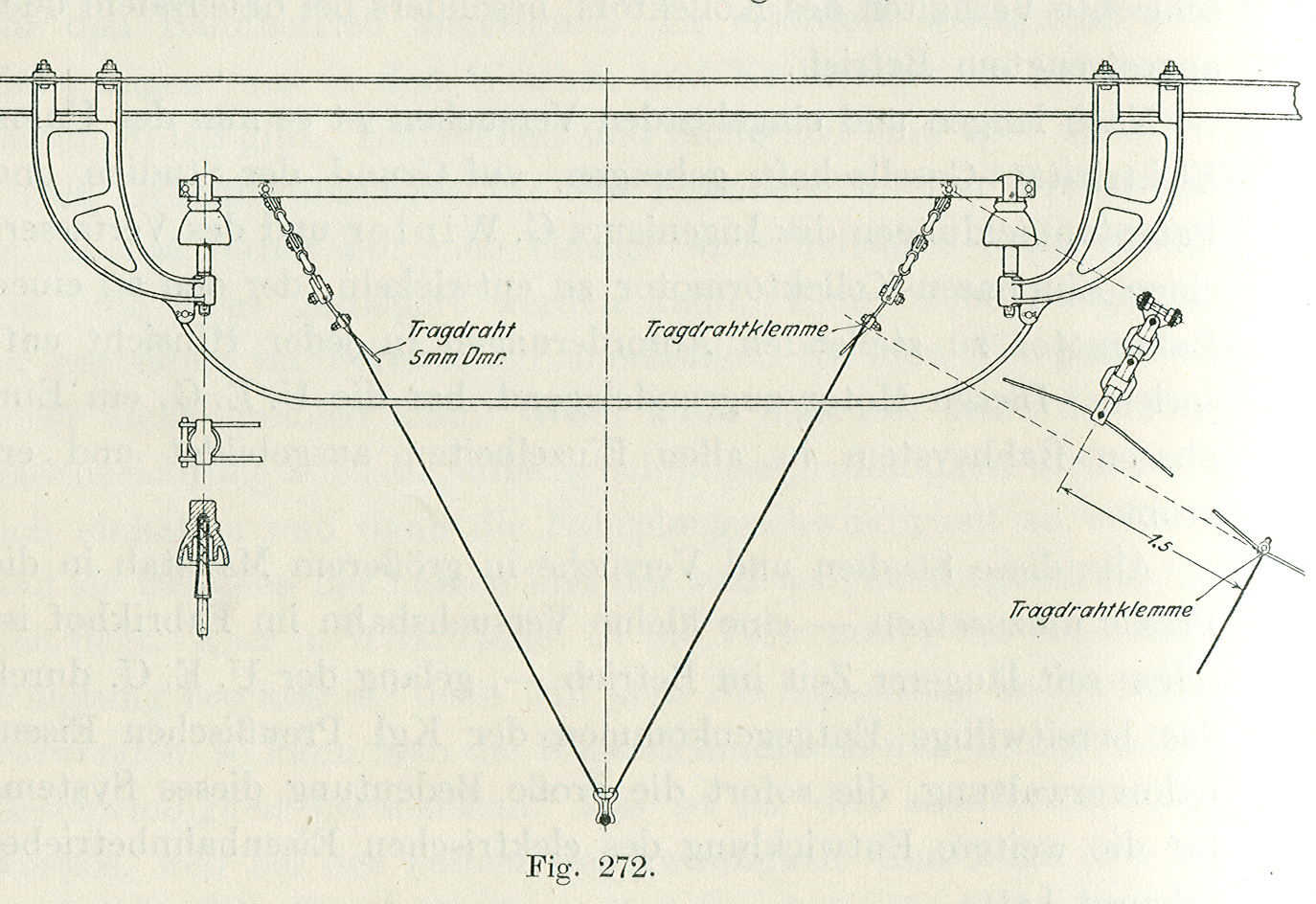
Querschnitt einer Kettenfahrleitung aus der Anfangszeit bei der Zweigbahn Schöneweide–Spindlersfeld

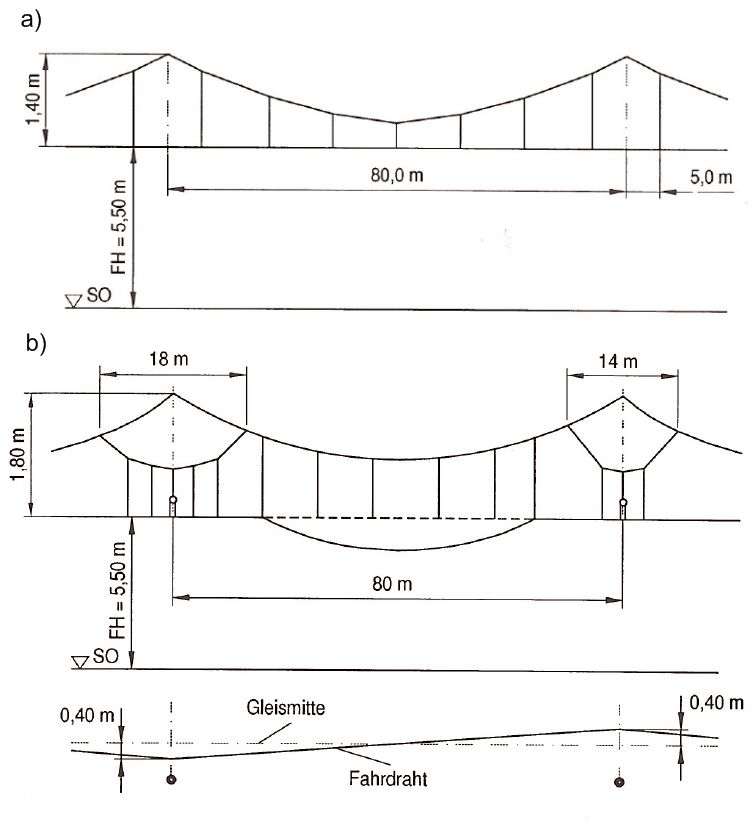
Längsschnitt einer Kettenfahrleitung

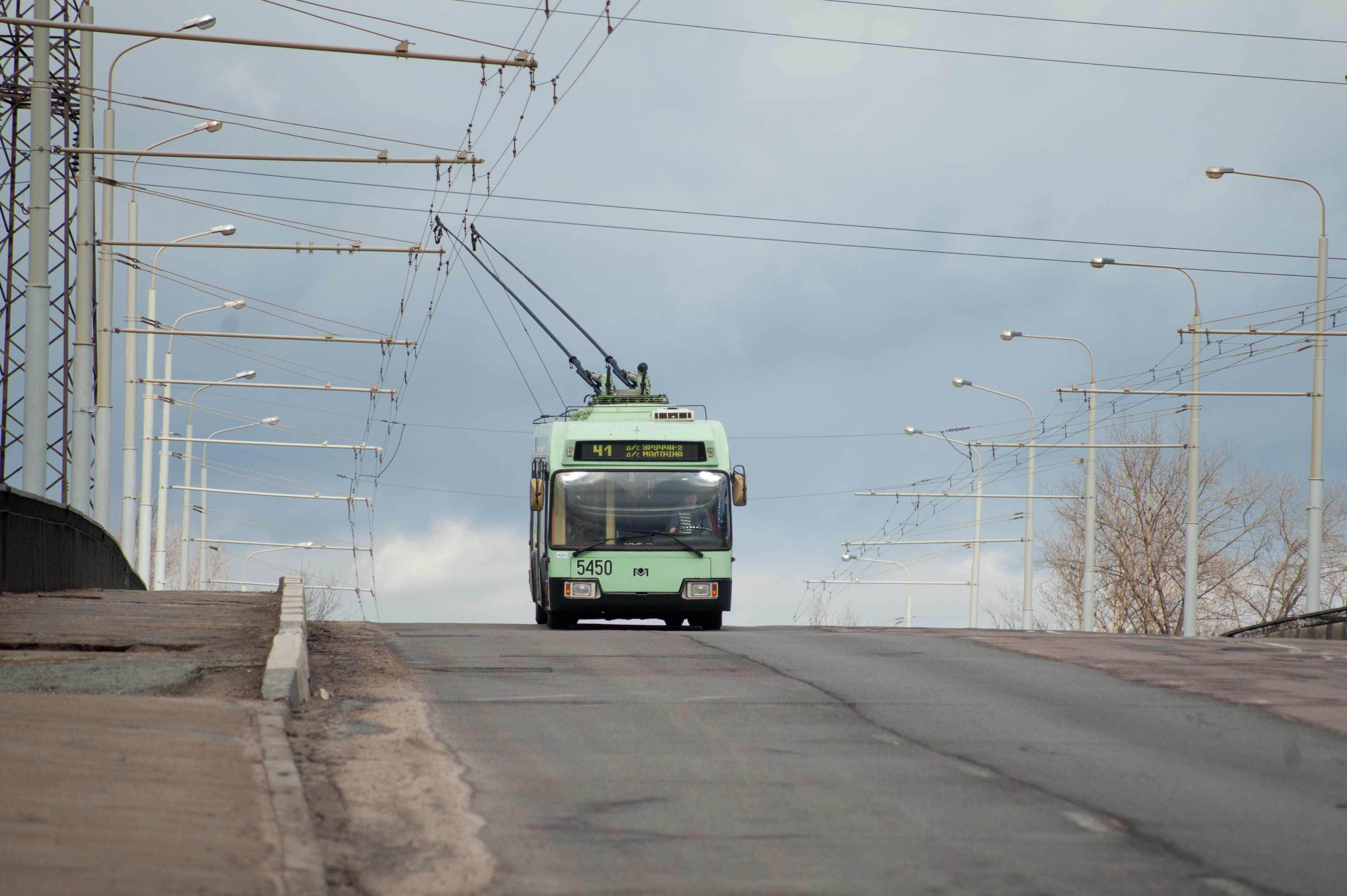
Kettenaufhängung beim Oberleitungsbus

Als Kettenaufhängung, Kettenfahrleitung oder Kettenwerk wird eine der möglichen Fahrleitungskonstruktionen bei elektrischen Bahnen mit Oberleitung beziehungsweise Oberleitungsbussen bezeichnet. Ihre Konstruktion geht auf das Jahr 1902 zurück, als die AEG auf der Zweigbahn Schöneweide–Spindlersfeld den ersten Versuchsbetrieb mit Einphasen-Wechselstrom durchführte.
Gegenüber anderen elektrischen Bahnen unterscheidet sich die Kettenfahrleitung durch die Aufhängung des Fahrdrahtes an einer oder zwei Ketten in einem Abstand von drei Metern. Begründet wird diese Bauweise damit, dass im Falle eines Drahtbruches das Ende eines gerissenen Drahtes nicht tiefer als 2,5 Meter über der Schienenoberkante (SOK) zu hängen kommt und somit die Gefahr eines Stromschlags für das Bahnpersonal vermieden wird. Die Tragseile waren von Anfang an nicht isoliert, dadurch war auch im Falle eines Drahtbruches die Stromversorgung für die weiteren Abschnitte weiter gewährleistet. Erst die Längsdrähte sind am Mastquerträger doppelt isoliert. Dadurch sind sie dort gegen die Erde gesichert, zudem sind auch die Querträger mit zusätzlichen Isolatoren gegen den Mast gesichert.
Gegenüber dieser prinzipiellen Bauart ist im Vergleich zu Fahrleitungen der heutigen Zeit kein wesentlicher Unterschied zu entdecken, lediglich die Bauteile haben sich geändert. So sind heute keine Holzmasten mehr üblich und die Form und Werkstoffe der Isolatoren haben sich verändert. Bei der Erstausführung in Niederschöneweide geht aus der Literatur nicht hervor, ob und wie die Seile abgespannt wurden. Bei der später aufgekommenen sogenannten Einheitsleitung von 1925 bis 1942 war lediglich der Fahrdraht, nicht aber die Halteseile abgespannt. Erst danach kam es auch zur Abspannung der Halteseile. Auch die Ausleger änderten sich mehrfach; waren sie bei Niederschöneweide-Spindlersfeld noch waagerecht am Mast befestigt, sind bei den Fahrleitungen zu Zeiten der DRG die Formeisen-Ausleger statisch günstiger schräg am Mast befestigt und trugen das Halteseil. Der Fahrdraht war an einem waagerechten Ausleger am Mast befestigt. Es kamen gelegentlich einige Y-Beiseile an der Stelle der Masten hinzu.
Die Grenzen dieser Bauart ergaben sich bei der weiter zu erhöhenden Fahrgeschwindigkeit der elektrisch bespannten Züge. Die Aufhängung konnte nicht der temperaturbedingten Ausdehnung des Fahrdrahtes folgen, und so werden die Fahrleitungen heute mit Schwenkrohr-Auslegern hergestellt, wo die Ausleger für das Halteseil schwenkbar am Mast befestigt sind, und an ihm ebenfalls schwenkbar der Rohrausleger für den Fahrdraht. Dadurch können Fahr- und Haltedrähte beide gespannt werden, damit können höhere Geschwindigkeiten realisiert werden. Die Isolatoren sind nunmehr direkt am Gelenk angeordnet und somit nicht mehr den Rauchgasen der Dampflokomotiven ausgesetzt.